# 손건호

## 클럽 경력
손건호는 순천중앙초등학교, 광양제철중학교와 광양제철고등학교를 거쳐 전남 드래곤즈 유소년팀에서 성장했다.  
2024년 4월 전남 드래곤즈와 준프로 계약을 체결하고 1군 등록되었으며, 2024년 K리그2 9라운드 FC 안양전에서 프로 데뷔전을 치렀다.

## 특징
173cm, 65kg의 체격을 갖춘 손건호는 빠른 스피드와 활발한 활동량을 기반으로 한 윙포워드 스타일의 공격수이다.  
공격형 미드필더로도 기용 가능하며, 전남 구단에서는 ‘강철날개’라는 애칭과 함께 팀 막내로 소개되었다.

## 통계
- 2024 시즌 K리그2: 1경기 출전 (9라운드 기준)

## 참고 자료
- K리그 공식 – 손건호 선수 준프로 계약 발표
- 굿모닝투데이 – 전남 유소년 유망주 프로 진출 보도
- 프레시안 – 손건호 데뷔전 관련 기사
- 전남 드래곤즈 공식 인스타그램 – 선수 소개 및 브이로그 콘텐츠